# Pichtchanka (oblast de Vinnytsia)
Pour les articles homonymes, voir Pichtchanka.
Pichtchanka (ukrainien : Піщанка) est une commune urbaine de l'oblast de Vinnytsia, en Ukraine. Elle compte 5 000 habitants.

## Personnalités
Yulia Ryabchinskaya (1947-1973), céiste, championne olympique, est née à Pichtchanka.